# NGC 633
NGC 633 је спирална галаксија у сазвежђу Вајар која се налази на NGC листи објеката дубоког неба.
Деклинација објекта је - 37° 19' 15" а ректасцензија 1h 36m 23,3s. Привидна величина (магнитуда) објекта NGC 633 износи 12,7 а фотографска магнитуда 13,5. NGC 633 је још познат и под ознакама ESO 297-11, MCG -6-4-56, AM 0134-373, IRAS 01341-3734, PGC 5960.